# 도미니카 치불코바

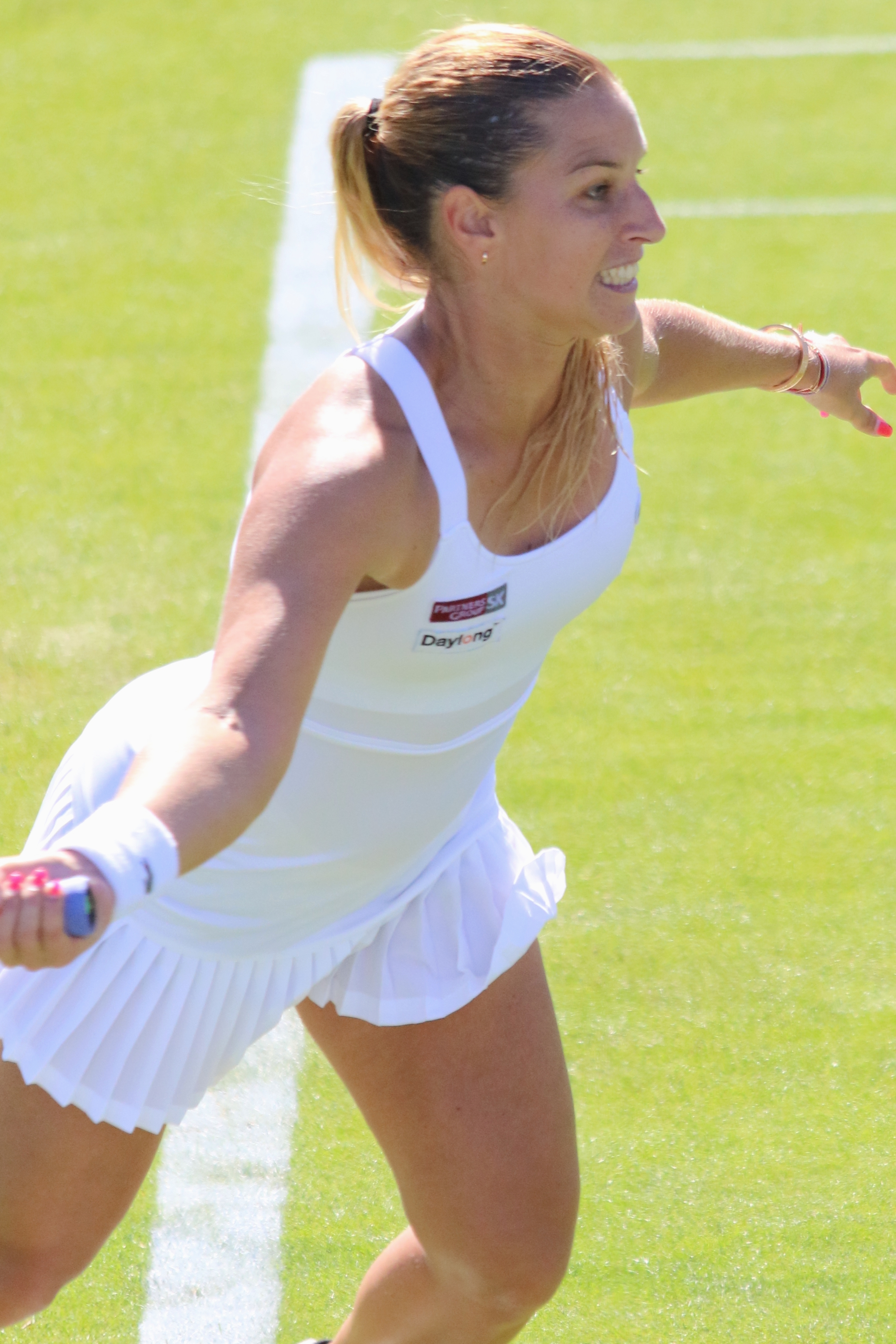
2016년의 치불코바 선수

도미니카 치불코바(슬로바키아어: Dominika Cibulková, 1989년 5월 6일 브라티슬라바 ~ )는 슬로바키아의 프로 테니스 선수이다. 2017년 현재 세계 랭킹 9위이다.